# Sencsou–9
A Sencsou–9 (神舟九号) a Sencsou-program és Kína negyedik emberes űrrepülése. Az űrhajón utazott Kína első női űrhajósa, Liu Jang (Liu Yang), valamint ezzel a küldetéssel az ország harmadikként belépett a Föld körül önállóan űrállomást üzemeltető nemzetek közé.

## Küldetés
Az űrhajó a Góbi-sivatagban lévő indítóközpontból indult a Hosszú Menetelés-2F hordozórakéta segítségével, az űrhajó 9 méter hosszú, legnagyobb átmérője 2,8 méter, felszálló tömege 8130 kilogramm. Fő feladata a Tienkung–1-hez történő csatlakozás volt, majd az első kézi vezérlésű dokkolás után az eddig személyzet nélkül keringő űrállomás birtokba vétele, amit a küldetés sikeresen teljesített. Mindhárom űrhajós ideiglenesen átszállt az űrállomásra, ám biztonsági okokból egyiküknek az űrhajóban kellett maradnia. Az átszállást élőben közvetítette a Kínai Központi Televízió.

## Repülés
A küldetés 2012. június 16-án 6 óra 37 perckor (magyar idő szerint 12 óra 37 perckor) kezdődött, és 13 napig tartott. Az űrhajó 2012. június 16-án sikeresen összekapcsolódott a Tienkung-1 űrállomással, ekkor a két űrobjektum dokkolását automatikus üzemmódban végezték. Június 24-én a tervezett kézi vezérlésű dokkolást is végrehajtották az űrhajósok. Az fedélzeten tíz napot töltöttek, részben az űrállomás műszereit tesztelve, működtetve, részben orvosi és biológia kísérleteket végezve.